# El Fedjouz Boughrara Saoudi
El Fedjouz Boughrara Saoudi là một đô thị thuộc tỉnh Oum el Bouaghi, Algérie. Dân số thời điểm năm 2002 là 3.658 người.